# Fachinformatiker
Der Fachinformatiker ist ein staatlich anerkannter Ausbildungsberuf in den Fachbereichen Informatik und Informationstechnologie. Entsprechende Ausbildungen werden nicht nur in Deutschland, sondern auch in der Schweiz, in Österreich und in Liechtenstein angeboten. Die IHK bezeichnet den Fachinformatiker im Englischen als Computer Science Expert. Die Qualifikationsstufe nach dem Deutschen bzw. Europäischen Qualifikationsrahmen entspricht dem Niveau 4.

## Einsatzgebiete und Arbeitsbereiche
Ein Fachinformatiker kann praktisch in allen Branchen eingesetzt werden. Der Großteil der Fachinformatiker ist in größeren Betrieben mit einer eigenen IT-Abteilung oder in eigenständigen Software- und Systemhäusern angestellt. Die Arbeitsbereiche von Fachinformatikern sind sehr vielseitig: Es beginnt bei der Analyse von Kundenanforderungen, der Planung, dem Einrichten, der Wartung und Administration von Systemen und Rechnernetzen, über die Anwendungs- und Datenbankentwicklung, Software-Engineering, Anpassung, Beschaffung und Installation von Hard- und Software bis zu Aufgaben in den Bereichen Consulting, Schulung und IT-Sicherheit.

## Entstehungsgeschichte des Berufsbildes

### Deutschland
Mit der Fachinformatikerausbildungsverordnung vom 28. Februar 2020 (BGBl. I S. 250) wurde die Ausbildungsverordnung des Fachinformatikers in Deutschland neu und separat gefasst.
Das Berufsbild des Fachinformatikers in Deutschland wurde ursprünglich am 11. Juli 1997 zusammen mit den drei weiteren IT-Ausbildungsberufen Informatikkaufmann, IT-Systemkaufmann und IT-Systemelektroniker in der Verordnung über die Berufsausbildung im Bereich der Informations- und Telekommunikationstechnik eingeführt.

### Schweiz

#### Grundausbildung
Das erste Reglement für den Ausbildungsberuf Geräteinformatiker stammt vom 20. Dezember 1993, das erste Reglement für den Ausbildungsberuf Informatiker stammt vom 31. März 1994. Die beiden Ausbildungsberufe wurden mit der Verordnung vom 13. Dezember 2004 zusammengelegt. Die Ausbildung erfolgte wie in Deutschland im dualen System zwischen Betrieb und Berufsschule.
Mit der Zeit wich das duale System immer mehr dem trialen System, weil einige Betriebe nicht die Möglichkeiten haben, die Auszubildenden in allen Bereichen hinreichend auszubilden. Dieses Wissen wird den Auszubildenden in einer dritten Institution beziehungsweise in einem anderen Betrieb vermittelt. Seit der Verordnung von 2004 sind die überbetrieblichen Kurse fester Bestandteil der Ausbildung.

#### Höhere Berufsbildung
In der Schweiz wurde der Beruf des Informatikers mit eidgenössischem Fachausweis am 13. Oktober 1998 eingeführt und im Berufsbildungsgesetz verankert.

### Österreich
In Österreich wurde erstmals am 17. September 1999 der Lehrberuf Informatiker eingeführt, zugleich wurden auch die verwandten Lehrberufe IT-Elektroniker und IT-Kaufmann ermöglicht.
Vorerst jedoch galten noch alle drei neu eingeführten Lehrberufstypen als befristete Ausbildungsversuche. Die Erfahrungsberichte der Ausbildungsbetriebe und Lehrlingsstellen sollten darüber entscheiden, ob der Beruf Informatiker in Österreich als Regellehrberuf eingeführt oder als Lehrberuf wieder aufgelassen werde. Das Eintreten in den Lehrberuf war somit vorerst bis zum 31. Dezember 2002 befristet, wurde 2002 bis zum 31. Dezember 2004 und 2004 erneut bis zum 31. Dezember 2005 verlängert.
Erst mit 10. April 2006 wurde der vormalige Ausbildungsversuch des Lehrberufs Informatiker, mit Verlautbarung des Bundesgesetzblattes II Nr. 149/2006, in einen Regellehrberuf unter der Kategorie Informationstechnologie umgewandelt.

### DDR
In der DDR wurde am 25. April 1968 in den „Verfügungen und Mitteilungen des Ministeriums für Volksbildung“ eine Ausbildung zum „Facharbeiter für Datenverarbeitung“ veröffentlicht und ein Beginn für den 1. September angekündigt.
Am 15. Juli 1968 wurde in „Verfügungen und Mitteilungen des Ministeriums für Volksbildung“ die Aufnahme der Module „Grundlagen der Elektronik“, „Grundlagen der BMSR-Technik“ und „Grundlagen der Datenverarbeitung“ in alle Berufsausbildungen verfügt. Damit erhielten alle Auszubildenden in der DDR spätestens ab 1969 eine theoretische Unterweisung in der Funktionsweise einer Datenverarbeitungsanlage.
Nach der Wiedervereinigung ging dieser Beruf im Datenverarbeitungskaufmann auf.

## Ausbildungsmöglichkeiten und Inhalte

### Deutschland

#### Ausbildungen
Die Ausbildung zum Fachinformatiker erfolgt in Deutschland gemäß der Verordnung über die Berufsausbildung im Bereich der Informations- und Telekommunikationstechnik in drei Jahren im dualen System, also mit einer Verteilung der Ausbildungsinhalte auf Betrieb und Berufsschule. Unter bestimmten Voraussetzungen, die sich in den einzelnen Bundesländern unterscheiden können, sind Verkürzungen der Ausbildungszeit auf zweieinhalb oder zwei Jahre möglich, z. B. durch nachweislich gute Leistungen in der Berufsschule bzw. in der Zwischenprüfung und durch Zustimmung durch den Ausbildungsbetrieb. Ferner können Nachweise einschlägiger Schulabschlüsse, z. B. der allgemeinen Hochschulreife, zur Verkürzung der Ausbildungszeit qualifizieren, die Zustimmung des Ausbildungsbetriebes und der zuständigen Industrie- und Handelskammer vorausgesetzt.
Der duale Grundgedanke der Ausbildung kann unter bestimmten Voraussetzungen ebenfalls unterbrochen werden: Umschulungen finden oft rein schulisch statt, wobei diese in der Regel durch einschlägige Praktika ergänzt werden, die aber zumindest umfänglich meist nicht mit dem betrieblichen Teil einer normalen dualen Berufsausbildung vergleichbar sind. Es ist möglich, in Deutschland eine Umschulung zum Fachinformatiker mit Hilfe des Bildungsgutschein über das Arbeitsamt zu absolvieren. Einen Einblick in die Lehre während der Umschulung zum Fachinformatiker wird im Informatik Spektrum, dem Organ der Gesellschaft für Informatik e. V. und mit ihr assoziierter Organisationen, angeboten.
Sind bereits genügend Schuljahre abgeleistet worden, z. B. durch Erlangen der allgemeinen Hochschulreife an einem Gymnasium, dann kann die Ausbildung unter Umständen auch gänzlich ohne Besuch einer Berufsschule, das heißt allein innerhalb des Ausbildungsbetriebes erfolgen. Näheres regeln die Industrie- und Handelskammern sowie z. B. im Rahmen der Definition der Berufsschulpflicht die Gesetzgeber der Länder.
Die Berufsausbildung zum Fachinformatiker kann auch in Kombination mit einem Studium an einer Fachhochschule absolviert werden. Es handelt sich dabei um so genannte „duale Studiengänge“, die jedoch nicht mit dem Modell der Berufsakademie zu verwechseln sind.
In Deutschland wurden bis 2019 lediglich die Fachrichtungen „Anwendungsentwicklung“ und „Systemintegration“ unterschieden. Seit 2020 gibt es zusätzlich die Ausbildungsrichtungen „Daten- und Prozessanalyse“ sowie „Digitale Vernetzung“. Obwohl es keine gesetzlich vorgeschriebenen Eingangsvoraussetzungen für den Ausbildungsberuf gibt, besitzt die Mehrheit der Auszubildenden die allgemeine Hochschulreife. Etwa ein Drittel besitzt einen mittleren Bildungsabschluss oder eine andere Qualifikation.
Im Bundesdurchschnitt verdient ein Fachinformatiker während seiner Ausbildung, gleich welcher Fachrichtung, 997 Euro. Diese Vergütung ergibt sich aus den einzelnen Monatsgehältern des 1. bis 3. Ausbildungsjahres. Dabei beträgt das Ausbildungsgehalt im 1. Ausbildungsjahr 955 Euro und steigert sich im 2. Ausbildungsjahr auf 986 Euro bis hin zu 1.049 Euro im 3. Ausbildungsjahr. Allerdings gibt es einen Unterschied bei der Ausbildungsvergütung zwischen den alten und den neuen Bundesländern: Ein Auszubildender in den alten Bundesländern verdient durchschnittlich 818 Euro pro Monat auf drei Jahre verteilt, während ein Auszubildender in den neuen Bundesländern im selben Zeitraum 760 Euro erhält. Dies entspricht einem Unterschied bei der Ausbildungsvergütung von ca. 7 % zwischen neuen und alten Bundesländern.

#### Fachrichtungen
Anwendungsentwicklungist auf die Auswahl, Entwicklung, Anpassung, Wartung von Software sowie Datenbanken und auf die Anwenderschulung spezialisiert, er benutzt dazu geeignete Methoden und Verfahren der Softwaretechnik, Programmiersprachen und Entwicklungswerkzeuge (Siehe auch: Softwareentwickler).
Systemintegrationplant, installiert, wartet und administriert Systeme sowie Netzwerke und setzt Kenntnisse im Bereich der Betriebssysteme, Rechnernetztechniken und Protokolle ein. Aber auch das Thema IT-Sicherheit (Firewalls, Verschlüsselung etc.) ist von Bedeutung. Eine typische Beschäftigung nach der Ausbildung ist Systemadministrator und Systemintegrator.
Gemeinsam sind bei beiden Fachrichtungen die Kernqualifikationen (Datenbanktheorie, -entwurf und -abfrage, moderne Analyse-, Entwurfs- und Implementierungsmethoden in der objektorientierten Softwareentwicklung und der Systemtechnik, umfassende Kenntnisse betriebswirtschaftlicher Analyse, Steuerung und Kontrolle, Projektplanung, Kommunikationstechniken).
Daten- und Prozessanalyse
(ab 2020) Aufgabenbereiche:
- Analysieren von Arbeits- und Geschäftsprozessen
- Analysieren von Datenquellen und Bereitstellen von Daten
- Nutzen der Daten zur Optimierung von Arbeits- und Geschäftsprozessen sowie zur Optimierung digitaler Geschäftsmodelle
- Umsetzen des Datenschutzes und der Schutzziele der Datensicherheit
- Betreiben von IT-Systemen
- Inbetriebnehmen von Speicherlösungen
- Programmieren von Softwarelösungen
- Planen, Vorbereiten und Durchführen von Arbeitsaufgaben in Abstimmung mit den kundenspezifischen Geschäfts- und Leistungsprozessen
- Informieren und Beraten von Kunden
- Beurteilen marktgängiger IT-Systeme und kundenspezifischer Lösungen
- Entwickeln, Erstellen und Betreuen von IT-Lösungen
- Durchführen und Dokumentieren von qualitätssichernden Maßnahmen
- Umsetzen, Integrieren und Prüfen von Maßnahmen zur IT-Sicherheit und zum Datenschutz
- Erbringen der Leistungen und Auftragsabschluss

Digitale Vernetzung
(ab 2020) Aufgabenbereiche:
- Analysieren und Planen von Systemen zur Vernetzung von Prozessen und Produkten
- Errichten, Ändern und Prüfen von vernetzten Systemen
- Betreiben von vernetzten Systemen und Sicherstellen der Systemverfügbarkeit
- Betreiben von IT-Systemen
- Inbetriebnehmen von Speicherlösungen
- Programmieren von Softwarelösungen
- Planen, Vorbereiten und Durchführen von Arbeitsaufgaben in Abstimmung mit den kundenspezifischen Geschäfts- und Leistungsprozessen
- Informieren und Beraten von Kunden
- Beurteilen marktgängiger IT-Systeme und kundenspezifischer Lösungen
- Entwickeln, Erstellen und Betreuen von IT-Lösungen
- Durchführen und Dokumentieren von qualitätssichernden Maßnahmen
- Umsetzen, Integrieren und Prüfen von Maßnahmen zur IT-Sicherheit und zum Datenschutz
- Erbringen der Leistungen und Auftragsabschluss

#### Prüfung und Abschluss
Durch die Änderung der Ausbildungsordnung (2020) wurde bei den IT-Berufen eine gestreckte Abschlussprüfung eingeführt (Teil 1+2). Der erste Teil der Abschlussprüfung ist eine rein schriftliche Prüfung, die in der Gesamtnote 20 % ausmacht. Am Ende der Ausbildung steht die Abschlussprüfung Teil 2 vor dem Prüfungsausschuss der IHK. Diese besteht aus zwei Teilprüfungen, die beide mit mindestens 50 % bestanden werden müssen. Teil A der Prüfung ist ein reales betriebliches Abschlussprojekt (80 Stunden in der Fachrichtung Anwendungsentwicklung, 40 Stunden in der Systemintegration), die schriftliche Dokumentation, die Präsentation des Abschlussprojekts und ein Fachgespräch hierüber vor einem IHK-Prüfungsausschuss. Dabei wird das Ergebnis der Dokumentation mit 0,5 gewichtet, die Ergebnisse der Präsentation und des Fachgespräches zu je 0,25.
Im Folgenden wird die Prüfung in der Fachrichtung Anwendungsentwicklung beschrieben. Für die Fachrichtung Systemintegration gilt prinzipiell dasselbe, jedoch beträgt die Dauer des betrieblichen Projektes 40 Stunden.
Der Fachinformatiker Anwendungsentwicklung (kurz: FIAE) z. B. führt im Rahmen der Prüfung selbständig ein reales betriebliches Projekt in 80 Stunden von der Analyse bis zur Endabnahme seitens des Betriebes durch. Dabei nutzt er moderne Methoden des Software-Engineerings, der Projektplanung und wirtschaftlicher Kostenanalyse, -Rechnung und -Kontrolle. Diese Arbeit dokumentiert er zielgruppengerecht, didaktisch durchdacht und mit geeigneten Darstellungsmitteln in einem umfangreichen Projektbericht, wobei er ausführlich die Aufgabenstellung analysiert, die Alternativen diskutiert, die Projektplanung darlegt und die Gründe für die eingesetzten Analyse-, Implementierungs- und Testverfahren erläutert. Außerdem führt er eine detaillierte Wirtschaftlichkeitsberechnung, eine abschließende Bewertung durch und erstellt eine Kundendokumentation. Die Projektdokumentation beinhaltet das Pflichtenheft, die Testpläne und -protokolle sowie die Kundendokumentation. Es ist für diesen Teil der Prüfung nicht notwendig (wenngleich auch allgemein üblich) ein tatsächliches, funktionierendes Programm abzugeben, da der FIAE keiner Programmierer-Ausbildung entspricht.
Für dieses Projekt erarbeitet er zusätzlich eine Präsentation. Er stellt die wesentlichen technischen, wirtschaftlichen, kunden- und anwenderbezogenen Aspekte seines Projektes in Wort und Bild zielgruppengerecht und kommunikativ kompetent dar. Anschließend führt er mit der Prüfungskommission ein Fachgespräch über diese Arbeit.
Der zweite Teil der Abschlussprüfung (Teil B) besteht aus drei schriftlichen Teilprüfungen. Der erste Teil, die sog. Fachqualifikation stellt Aufgaben zur speziellen Fachrichtung der Ausbildung. Der zweite Teil, die sog. Kernqualifikation, stellt Aufgaben zum Kern der Ausbildung. Diese Prüfung ist bei allen vier IT Berufen (Fachinformatiker, IT-Systemelektroniker, IT-Systemkaufmann und Informatikkaufmann) identisch. Beide Prüfungen dauern 90 Minuten und werden mit je 0,4 gewichtet. Der letzte Teil des Prüfungsteils B ist die Kenntnisprüfung im Fach Wirtschaft und Soziales. Diese Prüfung mit einem Umfang von 60 Minuten wird mit 0,2 gewichtet.
Bei erfolgreicher Teilnahme an diesen Prüfungen wird dem Auszubildenden der Abschluss „Fachinformatiker Anwendungsentwicklung“ beziehungsweise „Fachinformatiker Systemintegration“ zuerkannt.
Der Beruf des Fachinformatikers wie auch die anderen IT-Berufe (Informatiker, staatl. gepr., Medieninformatiker, Techn. Assistent Informatik etc.) sind Generalistenausbildungen, in denen einerseits Fachthemen in der Tiefe vermittelt werden, aber auch alle betriebswirtschaftlichen, arbeits- und kommunikationspsychologischen Kenntnisse, um im Unternehmen effizient die Anforderungen der Kunden und Märkte abdecken zu können.

#### Weiterqualifizierung
Der DQR stuft den Fachinformatiker auf der gleichen Stufe wie das Fachabitur ein. Nächste Weiterbildungsstufe ist der IT-Spezialist, danach folgt der operative IT-Professional oder Staatlich geprüfter Informatiker (gleiche Stufe wie Bachelor und Fachwirt) und darauf der strategische IT-Professional (gleiche Stufe wie Master und Betriebswirt).
Eine Alternative ist der Quereinstieg ins akademische System mit einem Studium oder Teilzeitstudium an einer Fachhochschule. Für Fachinformatiker, die ihre Ausbildung mit Fachabitur gestartet haben, ergibt sich dadurch jedoch die Gefahr eines optisch ungünstigen Lebenslaufs, da dann die Ausbildung als überflüssige Verzögerung erscheinen kann. Nur in Einzelfällen wird der Einstieg in ein forschungsorientiertes Universitätsstudium gesucht.
Eine dritte Möglichkeit stellt das duale Studium an einer Berufsakademie dar, womit heute formell der Bachelor-Abschluss erreicht werden kann. Die Lehrinhalte überschneiden sich jedoch stark mit den Inhalten der Fachinformatiker-Ausbildung und gehen je nach Institution nur wenig darüber hinaus. Der gravierende Unterschied der DQR-Stufe (Fachinformatiker Stufe 4, Berufsakademie-Abschluss Stufe 6), der sich auch im Gehaltsniveau widerspiegelt, wird von Fachinformatikern oft kritisiert und stellt in der Regel die ausschlaggebende Motivation dafür dar, ein solches Studium trotz inhaltlicher Wiederholungen durchzuführen.
Ein vieldiskutiertes Thema ist die Gleichwertigkeit zum Bachelor durch zusätzliche berufspraktische Erfahrung im Betrieb. Ein grober Anhaltspunkt mag die Faustformel doppelte Bachelor-Regelstudienzeit sein, auf die sich immer wieder in Gehaltsverhandlungen berufen wird, jedoch ist die Schwankungsbreite des Niveaus in der Praxis sehr hoch und hängt sehr stark von den während der Zeit tatsächlich ausgeübten Tätigkeiten und gewonnenen Erfahrungen ab, so dass eine pauschale Aussage nicht möglich ist. Betriebe können gezielt die berufspraktische Fortbildung ihrer Fachinformatiker fördern, indem sie bei den zugeteilten Arbeitsaufgaben die akademischen Lehrinhalte der Bachelor-Studiengänge berücksichtigten und dies dem Fachinformatiker als Erfahrungsnachweis dokumentieren, so dass eine realistische und objektive Einschätzung des beherrschten Stoffs möglich ist.

### Schweiz
Der Fachverband SwissICT erarbeitet in der Schweiz stellvertretend für die Branche die Berufsbilder. Diese werden im 3-Jahres-Rhythmus überarbeitet gemeinsam mit Bildungsinstitutionen wie der ETH Zürich und diversen Unternehmen. Sie sind nicht verpflichtend, werden aber von Unternehmen, Ausbildungsstätten wie Berufsberatungen beachtet. "Den besten Überblick über das große Angebot vermittelt zweifellos
das Nachschlagewerk, das Sie in den Händen halten: 'Berufe der ICT'", so Bundesrat Johann N. Schneider-Ammann im Geleitwort. Aktuell sind über 40 in der Schweiz gängige Berufsbilder verzeichnet.

#### Ausbildung
In der Schweiz dauert die Ausbildung zum Informatiker vier Jahre. Die Lehrorte sind dabei der Betrieb, die Berufsfachschule sowie die überbetrieblichen Kurse.
Laut des Reglements über die Ausbildung und die Lehrabschlussprüfung eines Informatikers soll der Auszubildende das dritte und vierte Lehrjahr nutzen, um sich in Eigeninitiative, also mittels Selbststudium in zweien der folgenden Themengebiete vertiefendes Wissen anzueignen.
- Hardwarekonfiguration und -installation
- Standardsoftwarekonfiguration
- Datenübertragung und Rechnernetze
- Telekommunikationssysteme
- Übertragungssysteme
- Digitale Vermittlungssysteme
- Softwareerstellung
- Datentechnik
- Prozesssteuerung
- CIM-Komponenten

#### Fachrichtungen
In der Schweiz gibt es folgende vier verschiedene Fachrichtungen in der Informatiklehre:
- Anwendungsentwicklung
- Systemtechnik (Systemintegration)
- Support (bis 2013)
- Betriebsinformatiker (ab 2014)
- Generalisten

#### Überbetriebliche Kurse
Die überbetrieblichen Kurse umfassen mindestens 30 Tage beziehungsweise maximal 64 Tage zu je 8 Stunden und finden in den ersten drei Lehrjahren statt.
Die obligatorischen Module sind Teil des Qualifikationsverfahrens.
Mögliche Inhalte sind:
- Webdesign
- PC in Betrieb nehmen
- Server betreiben
- Objektorientiertes Programmieren
- Netzwerk(e) aufbauen und betreiben

#### Prüfung und Abschluss
Der Informatikerlehrling (ausgenommen die Fachrichtung Support) macht am Ende seiner Ausbildung eine Facharbeit (individuelle praktische Arbeit, IPA) während 10 Tagen, in der er das Gelernte im Betrieb und der Schule umsetzt. Je nach Ausbildungsrichtung kann diese Arbeit die Entwicklung einer Applikation, eine Erweiterung einer bestehenden Software oder die Migration einer neuen Soft- bzw. Hardware im Betrieb sein. Während der Arbeit besucht ein Experte den Lehrling zweimal und überprüft die Ausführung und das bisherige Ergebnis der Prüfungsarbeit und stellt dabei in einem Fachgespräch projektbezogene Fragen. Am Ende seiner Arbeit liefert der Lehrling eine Dokumentation und den Quellcode ab. Eine abschließende Präsentation, das Fachgespräch, das Projektresultat und die Dokumentation werden von dem Fachvorgesetzten (ein betrieblicher Mitarbeiter, der den Lehrling während der 10 Tage begleitete) und dem Experten (evtl. auch 2) beurteilt und benotet.

##### Fachrichtung Support
Hat der Lehrling die Fachrichtung Support (vormals Geräteinformatiker) gewählt, so stellt ihm der Lehrbetrieb eine Aufgabe (oder mehrere Teilaufgaben), die er während eines Tages unter Beobachtung eines Experten lösen muss.

##### Schule
Der Schulstoff wird in Modulen fortlaufend geprüft. Nach 4 Jahren und bestandenen Prüfungen erlangt der Lehrling das Eidgenössische Fähigkeitszeugnis.

##### Berufsmatura
Es ist möglich, die Berufsmaturität lehrbegleitend oder anschließend der Lehre zu erlangen. Diese ermöglicht es dem Lehrling, prüfungsfrei die Fachhochschule zu besuchen.

### Österreich

#### Ausbildung
3 Jahre und 6 Monate dauert in Österreich die Ausbildung zum Informatiker, die wie in der Schweiz oder in Deutschland im dualen System durchgeführt wird. Fachrichtungen sind auch in Österreich nicht gegeben, Ausbildungsinhalte und Prüfungsvorschriften werden von der Verordnung des Bundesministers für wirtschaftliche Angelegenheiten (II332/99) geregelt.

#### Prüfung und Abschluss
Die Abschlussprüfung umfasst in Österreich eine theoretische sowie eine praktische Teilprüfung, die praktische Prüfung selbst gliedert sich wiederum in eine Prüfarbeit/Arbeitsprobe und ein Fachgespräch. Die theoretische Prüfung entfällt, wenn der Prüfungskandidat das Erreichen des Lehrziels der letzten Klasse der fachlichen Berufsschule oder den erfolgreichen Abschluss einer die Lehrzeit ersetzenden berufsbildenden mittleren oder höheren Schule nachgewiesen hat. Nach bestandener Prüfung erhält der Auszubildende den Berufsabschluss „Informatiker“.

### Liechtenstein
Laut des Zollvertrags mit der Schweiz vom 29. März 1923 finden alle Bundesgesetze der Schweiz, mit Ausnahme derer, die durch eine Beitragspflicht des Bundes begründet werden, auch Anwendung auf das Fürstentum Liechtenstein (siehe Ausbildungsmöglichkeiten und Inhalte in der Schweiz weiter oben).

## Herausforderungen und Chancen

### Künstliche Intelligenz (KI)
Aufgrund der Entwicklungen im Bereich künstlicher Intelligenz entstehen perspektivisch diverse Herausforderungen und Chancen für das Berufsbild Fachinformatik. 
Herausforderungen könnten sich besonders im Bereich der Softwareentwicklung, der Dokumentation, der Administration und im Anforderungsmanagement abzeichnen. KI ermöglicht es beispielsweise auch fachfremden Gewerken und Laien fachliche Anforderungen in technische Lösungen zu übersetzen, zugehörige User Stories und Diagramme zu erstellen. Auch könnten entsprechend trainierte KI Modelle im Bereich der Softwareentwicklung einen großen Anteil der Codegenerierung, des Refactorings, des Testings und des Debuggings übernehmen. Das Erstellen einer Produkt-, Code- und API-Dokumentation ist über KI ebenfalls automatisiert möglich. Administrative Aufgaben könnten mithilfe von KI angeleitet oder automatisiert von Fachfremden durchgeführt werden. So ist es möglich, dass fachlich kompetente Fachinformatiker in diesen Bereichen perspektivisch weniger Aufgaben übernehmen.
Chancen könnten hingegen in der Produktivität und in der Qualitätsprüfung KI generierter Lösungen entstehen. Fachinformatiker könnten sich mit Hilfe von KI Modellen z. B. Quellcode, Dokumentationen und Administrationsanleitungen generieren lassen, welche sie fachlich kompetent bewerten und gemeinsam mit der KI als Sparringspartner weiterentwickeln. Dies könnte die Produktivität im Bereich der Fachinformatik enorm erhöhen, da lästige Routinearbeit entfällt. Auch könnten Fachinformatiker die von der KI erstellen Erzeugnisse fachlich bewerten um eine hohe Qualität des Endprodukts zu gewährleisten. Ebenfalls ist eine Integration und Nutzung von KI Modellen in selbst entwickelten Softwareprodukten z. B. zur Verbesserung der Barrierefreiheit über Spracheingabe, denkbar.

## Ausbildungsliteratur
- Sascha Kersken: IT-Handbuch für Fachinformatiker. Der Ausbildungsbegleiter. 6., aktualisierte und erweiterte Auflage. Rheinwerk Verlag, Bonn 2013, ISBN 978-3-8362-2234-1 (1216 S., online – Kostenloses Openbook).